# L'Amour d'une femme
Pour plus de détails, voir Fiche technique et Distribution.
L'Amour d'une femme est un film français réalisé par Jean Grémillon, sorti en 1953.

## Synopsis
Marie, une jeune doctoresse, remplace sur l’île d’Ouessant le vieux praticien qui prend sa retraite. Malgré les préjugés des insulaires, elle parvient à se faire accepter. Elle noue des liens d'amitié avec l'institutrice, également proche de la retraite, Germaine Leblanc. André, un ingénieur installé provisoirement sur l'île pour un chantier, tombe amoureux d'elle. D'abord réticente, elle sort avec lui, au risque de compromettre sa réputation. Il la demande en mariage, mais exige qu'elle renonce pour cela à son métier. Elle refuse d'abord, mais après la mort subite de son amie institutrice et l'enterrement de celle-ci, dans l'indifférence générale, elle comprend la vanité de vouloir servir une population indifférente, et finit par accepter. Pourtant, à la suite d'une opération réussie dans des conditions héroïques, qui auréole de gloire une femme qu'il ne peut aimer qu'effacée, André comprend qu’il ne saura l’arracher à sa vocation et il quitte l’île sans la revoir.

## Fiche technique
Sauf indication contraire, les informations mentionnées dans cette section peuvent être confirmées par la base de données cinématographiques IMDb,  présente dans la section « Liens externes ».
- Titre : L'Amour d'une femme
- Réalisation : Jean Grémillon, assisté de Paul Feyder, Giulio Macchi
- Scénario : René Fallet, Jean Grémillon et René Wheeler
- Dialogues: René Fallet, René Wheeler
- Décors : Robert Clavel
- Costumes : Pierre Balmain
- Musique originale : Elsa Barraine et Henri Dutilleux ; orchestre dirigé par André Girard
- Photographie : Louis Page
- Cadreur : Walter Wottitz
- Montage : Louisette Hautecoeur et Marguerite Renoir
- Son : Jean Rieul
- Producteur : Pierre Gérin
- Sociétés de Production : Costellazione et L.P.C.
- Tournage : du 8 mai au 12 juillet 1953 en extérieurs sur l'île d'Ouessant et en studio aux Studios de Boulogne à Boulogne-Billancourt
- Société de distribution : Gaumont
- Pays de production :  France /  Italie
- Langue de tournage : français
- Format :  Noir et blanc - 1,37:1 - 35 mm - Son mono
- Genre : Drame
- Durée : 104 minutes
- Dates de sortie : 
  - France : 13 décembre 1953
  - Italie : 17 mars 1954
- Affiche : Boris Grinsson (France)

## Distribution
- Micheline Presle : le docteur Marie Prieur, une jeune femme médecin venue exercer sur l'île d'Ouessant
- Massimo Girotti : André Lorenzi, un ingénieur dont s'éprend Marie
- Gaby Morlay : Germaine Leblanc, l'institutrice de l'île
- Paolo Stoppa : Le curé
- Julien Carette : Le Quellec, le bedeau
- Roland Lesaffre : Yves
- Marc Cassot : Marcel
- Marius David : Lulu, l'adjoint d'André
- Jean-Marie Day : Jeannot Le Quellec
- Jacqueline Lemaire : Aline Malgorn
- Yvette Étiévant : Fernande Malgorn, la mère d'Aline
- Robert Naly : le docteur Morel
- Madeleine Geoffroy : Isabelle Morel
- Jacqueline Jehanneuf : la nouvelle institutrice
- Émile Ronet : le père de Fernande Malgorn
- Henri Marchand : Albert, le patron du bar-tabac
- Made Siamé : Joséphine
- France Asselin : Yvonne Le Quellec
- Laurence Badie : La fille du patron du bistrot
- Georges Cadix (sous le nom de Cadix)
- Sébastien Keran (sous le nom de Sébastien Kéran)
- Jean Jacques Lapeyronnie (sous le nom de Jacques Lapeyronnie)
- Robert Mercier
- Jean Péméja
- la voix de Claude Bertrand (doubleur français non crédité)
- la voix de Jean Grémillon (doublant Paolo Stoppa) (non crédité)